# ハイライトの中で僕らずっと
『ハイライトの中で僕らずっと』（ハイライトのなかでぼくらずっと）は、SCANDALの29枚目のシングル。
2023年10月4日にColourful Records内のプライベートレーベル、herから発売された。

## 概要
撮り下ろし特典映像『SCATALK〜18年目の私たち〜』がBlu-ray・DVDに収録された初回BD盤・初回DVD盤、CDのみの通常盤の3形態で発売。またCD発売に先駆けて、2023年8月22日には「ハイライトの中で僕らずっと」が先行配信された。
表題曲「ハイライトの中で僕らずっと」は、MAMIが作詞・作曲、編曲は「テイクミーアウト」などを手掛けた江口亮が担当。リスナーとともに過ごす瞬間が今までもこれからも人生のハイライトであるようにという願いと、17年続けてきたバンドとして過去も未来も背負っていくという覚悟が込められている。2023年8月21日に大阪府・なんばHatchにて開催された結成17周年記念イベント『SCANDAL 17th ANNIVERSARY 「世界一」』で初披露した。ミュージック・ビデオは同年10月4日0時にYouTubeでプレミア公開された。
カップリングに収録される新曲「CANDY」は、TOMOMIが作詞・作曲、編曲は「eternal」をはじめ数多くの楽曲を手掛けたシライシ紗トリが担当。この楽曲についてTOMOMIは「誰かを応援する人を応援する曲」と語っている。

## 収録内容

### CD
1. 「ハイライトの中で僕らずっと」
作詞・作曲：MAMI
編曲：江口亮
2. 「CANDY」
作詞・作曲：TOMOMI
編曲：シライシ紗トリ

### Blu-ray・DVD
※初回BD盤・初回DVD盤のみ収録。
- SCATALK〜18年目の私たち〜

### チェーン別オリジナル特典
- Amazon.co.jp - メガジャケ
- TOWER RECORDS - オリジナルステッカーA
- HMV - オリジナルステッカーB
- TSUTAYA RECORDS - オリジナルステッカーC
- SCANDAL 応援店 - オリジナルステッカーD